# Marszewo (powiat śremski)
Marszewo – osada w Polsce położona w województwie wielkopolskim, w powiecie śremskim, w gminie Śrem. W latach 1975–1998 miejscowość należała administracyjnie do województwa poznańskiego.
Położona przy drodze powiatowej nr 4069 z Pucołowa przez Błociszewo do Kadzewa. Zabytkiem wsi znajdującym się w gminnej ewidencji zabytków jest zespół folwarczny z poł. XIX wieku. Do świątków przydrożnych należy figura Krzyża Świętego.